# Žanna Agalakova
Žanna Leonidovna Agalakova (in russo Жа́нна Леони́довна Агала́кова?; Kirov, 6 dicembre 1965) è una giornalista russa, nota per il suo lavoro televisivo su NTV (1996-1999) e Pervyj kanal (1999-2022).
Vincitrice del premio televisivo nazionale "TEFI" nella nomination "conduttore del programma d'informazione" (2002), le è stato anche conferito l'Ordine dell'Amicizia e la medaglia dell'Ordine al merito per la Patria, II grado  (2006). Nel periodo dell'invasione russa dell'Ucraina, si è dimessa da Channel One, ha lasciato la Federazione Russa e, dopo l'inizio della mobilitazione in Russia nel settembre 2022, ha  restituito tutti i suoi riconoscimenti statali russi. con una nota a Vladimir Putin in cui afferma che il governo Putin sta "conducendo il paese alla distruzione" e che considera i suoi premi "inaccettabili".

## Biografia
È nata il 6 dicembre 1965 a Kirov. Il padre è un ingegnere, la madre un'insegnante di lingua e letteratura russa. Dal 1979 al 1983 ha vissuto con i genitori in Mongolia.
Da bambina sognava di diventare ricercatrice, compositrice, architetto, educatrice e traduttrice, oltre a esibirsi in un circo. Poi ho capito che tutte queste professioni possono essere combinate nel giornalismo.

## Carriera giornalistica
Ha iniziato la sua carriera come segretaria del direttore del quotidiano di Kirov Komsomol'skoe Plemja. "Un biglietto per la vita" le fu dato da Vasilij Vasil'evič Smirnov, che allora era il responsabile del giornale. Dopo non aver superato gli esami per l'ammissione alla facoltà di filologia dell'Università di Leningrado, è stata assunta al giornale. Non era solo una segretaria, ma disegnava anche appunti (sotto il titolo "Chiosco musicale"), presto cominciò anche a scrivere.  Nel 1986, è apparsa per la prima volta alla televisione di Mosca in un servizio sul programma "Fino a 16 anni e oltre".
Nel 1991 si è laureata in giornalismo alla facoltà di giornalismo dell'Università di Mosca. La pratica agli studenti fu fatta nel popolare programma televisivo "Vzgljad". Dopo l'università, ha lavorato per un anno e mezzo presso lo studio televisivo del Ministero degli affari interni dell'URSS come corrispondente. Ha realizzato storie per il programma "L'uomo e il diritto", ha fatto per un anno l'addetto stampa dell'Associazione internazionale per la lotta alla tossicodipendenza e al traffico di droga, ha scritto articoli ove possibile. "Sono stata un'artista libera", ha detto.

## Vita privata
Dopo una luna relazione iniziata nel 1991, si è sposata nel 2001 con Giorgio Savona (nato nel 1971 a Roma), un fisico italiano. Savona ha in seguito anche lavorato nell'ufficio di Pervyj kanal a Parigi come cineoperatore. Hanno una figlia, Alice (nata a Roma il 10 settembre 2002). Il nome della ragazza, voluto dal padre, è in onore del personaggio principale della sua fiaba preferita di Lewis Carroll, "Alice nel Paese delle Meraviglie".
A Žanna Agalakova piacciono i viaggi, sa cucinare, suona il pianoforte e gioca a tennis.